# Imad Chamis
Imad Muhammad Dib Chamis, arab. ‏عماد محمد ديب خميس‎ (ur. 1 sierpnia 1961 w Sakbie) – syryjski polityk, minister energetyki od 14 kwietnia 2011 do 3 lipca 2016, premier Syrii od 3 lipca 2016 do 11 czerwca 2020. 

## Życiorys
Ukończył studia w zakresie energetyki na Uniwersytecie Damasceńskim, jest inżynierem elektrykiem. W latach 1987–2000 pracował w zakładzie energetycznym w Damaszku. W latach 2001–2003 był dyrektorem ds. usług energetycznych w syryjskim Ministerstwie Energetyki i pracował przy finansowanym przez ONZ projekcie na rzecz oszczędzania energii. Od 2003 do 2005 był zastępcą dyrektora generalnego w zakładzie energetycznym dla wsi w regionie Damaszku, zaś od 2005 do 2008 był jego dyrektorem generalnym. W 2011 został powołany na stanowisko ministra energetyki w rządzie Adila Safara. Od 8 lipca 2013 zasiada w Przywództwie Regionalnym syryjskiej partii Baas, której członkiem jest od 1977. 
3 lipca 2016 został mianowany na urząd premiera Syrii.